# Ergasilus felichthys
Ergasilus felichthys är en kräftdjursart som först beskrevs av Arthur Sperry Pearse 1947.  Ergasilus felichthys ingår i släktet Ergasilus och familjen Ergasilidae. Inga underarter finns listade i Catalogue of Life.